# 愛知県道223号笠寺星崎線

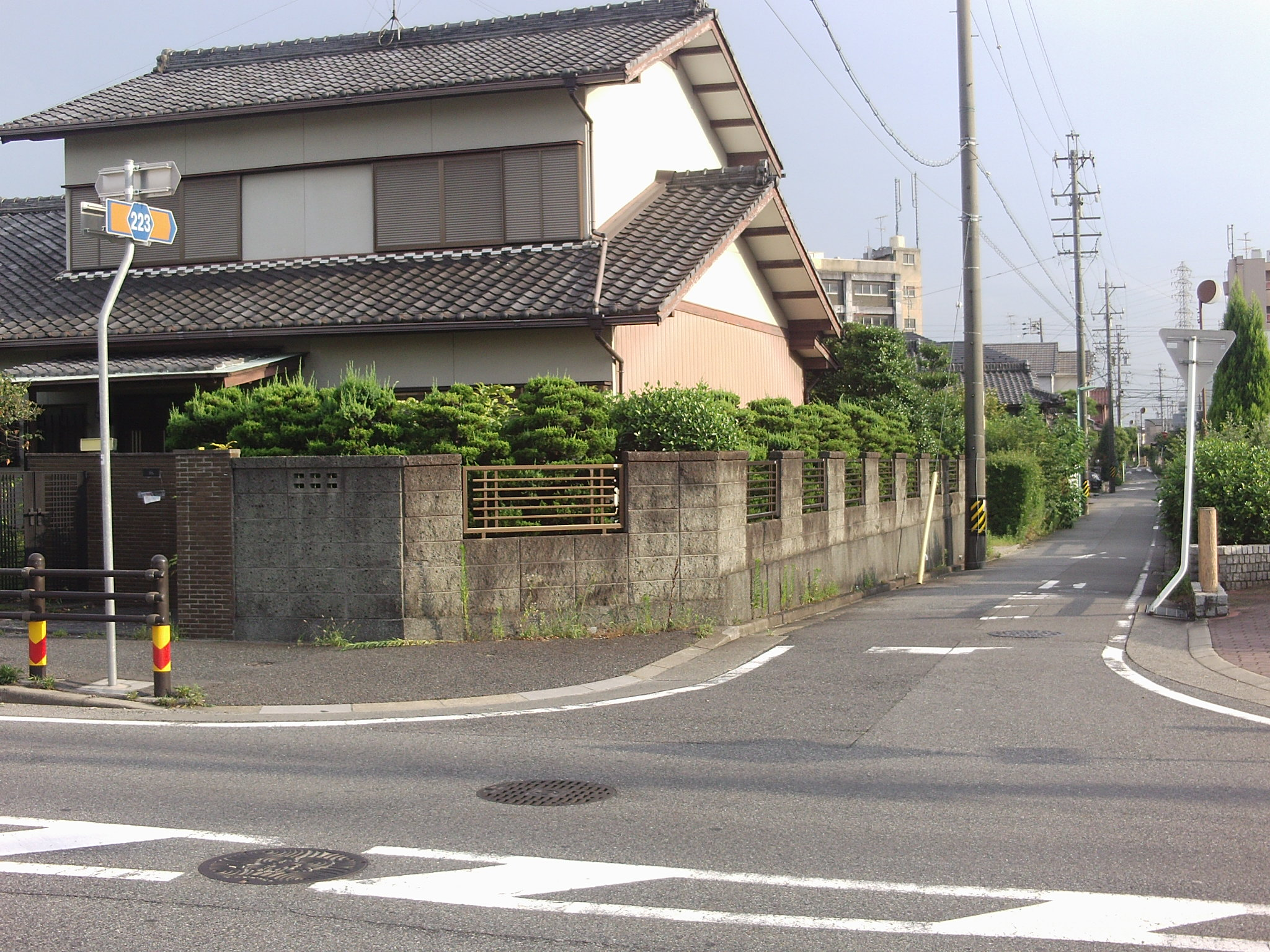
南区笠寺町（2016年6月）

愛知県道223号笠寺星崎線（あいちけんどう223ごう かさでらほしざきせん）は、愛知県名古屋市南区笠寺町から同区星崎に至る一般県道である。

## 概要
全線に亘って幅員が狭く、特に終点付近の名南工高西交差点と星崎2丁目交差点間は、北に向かう一方通行区間となっている。なお、起点から名鉄本星崎駅の北側まで大江川に沿っている。
この道路はかつての常滑街道（知多街道）にあたり、明治時代に現在の国道247号の千鳥橋ができる以前は、名古屋から知多半島への近道の一部となっていた。

### 路線データ
愛知県法規集に基づく起終点および経過地は次のとおり。
- 起点：名古屋市南区笠寺町（名古屋市南区笠寺町柚ノ木＝愛知県道222号緑瑞穂線交点）北緯35度5分40.5秒 東経136度56分24.1秒 / 北緯35.094583度 東経136.940028度
- 終点：名古屋市南区星崎（星崎二丁目交差点＝国道1号交点）北緯35度4分58.8秒 東経136度56分13.5秒 / 北緯35.083000度 東経136.937083度
- 重要な経過地：なし

## 歴史
- 1959年（昭和34年）12月15日
愛知県が県道笠寺本星崎線[要出典]として認定[1]。その後、現在の笠寺星崎線に改称。

## 地理

### 通過する自治体
- 愛知県
名古屋市（南区）

### 交差する道路
- 愛知県道222号緑瑞穂線（旧東海道）北緯35度5分40.5秒 東経136度56分24.1秒 / 北緯35.094583度 東経136.940028度
- 愛知県道36号諸輪名古屋線（名南工高西交差点）北緯35度5分6秒 東経136度56分13.2秒 / 北緯35.08500度 東経136.937000度
- 国道1号（星崎2交差点）北緯35度4分58.8秒 東経136度56分13.5秒 / 北緯35.083000度 東経136.937083度

### 沿線
- 名鉄名古屋本線 本星崎駅
- 愛知県立名古屋工科高等学校